# 30 de juliol
El 30 de juliol és el dos-cents onzè dia de l'any del calendari gregorià i el dos-cents dotzè en els anys de traspàs. Queden 154 dies per a finalitzar l'any.

## Esdeveniments
Països Catalans
- 1339 - Pere el Cerimoniós exigeix jura de vassallatge a Jaume III de Mallorca.
- 1948 - Al número 57 de la revista Pulgarcito es produeix la primera aparició conservada de Zipi i Zape, a la història "La caseta de baños", encara que Escobar ja havia publicat còmics similars abans.

Resta del món
- 1749 - Espanya: comença la Gran Batuda, operació promoguda pel marquès de l'Ensenada i Ferran VI d'Espanya per tal d'acabar amb els gitanos d'Espanya (entre 9 i 20.000).
- 1909 - França: El Tsar Nicolau II de Rússia hi inicia una visita oficial.
- 1930 - Montevideo, Uruguai: la selecció d'Uruguai es proclama vencedora del primer Mundial de futbol, celebrat al mateix país.
- 1939 - Danzig: S'agreuja irreversiblement la crisi entre Alemanya i Polònia per la ciutat.
- 1939 - Bèlgica: Inauguració del Canal Albert.
- 2008 - Mart: Des del laboratori del vehicle explorador Phoenix, es detecta que mostres analitzades confirmen l'existència d'aigua a Mart.
- 2023 - França: Demi Vollering es proclama campiona del Tour de França.

## Naixements
Països Catalans
- 1921, Ribes de Freser, Ripollès: Joan Triadú i Font, escriptor, crític literari i pedagog català.[1]
- 1923, Manresa, Pla de Bages: Teresa Borràs i Fornell, compositora, pianista i professora de música catalana.[2]
- 1930, Alacant, Alacantí: Enrique Cerdán Tato, periodista, autor i crític de teatre, escriptor i guionista valencià.
- 1941, Barcelona, Barcelonès: Rosa Maria Sardà, actriu catalana de teatre, cinema i televisió.[3]
- 1955, Terrassa, Vallès Occidental: Elisenda Fábregas, pianista i compositora catalana.[4]
- 1956, Barcelona, Barcelonès: Pilar Garriga i Anguera, traductora i escriptora catalana.[5]
- 1967, Badalona, Barcelonès: Daniel Sirera, polític català del Partit Popular.
- 1981, Barcelona, Barcelonès: Meritxell Falgueras i Febrer, periodista i sommelier catalana.[6]
- 1987, Oliva, la Safor: Àgueda Llorca Peiró, actriu de teatre valenciana.

Resta del món
- 1470, Pequín (Xina): Hongzhi (xinès 弘治) va ser el novè emperador de la dinastia Ming a la Xina (m. 1505).[7]
- 1511, Arezzo, Itàlia: Giorgio Vasari, pintor, arquitecte i historiador de l'art italià (m. 1574).[8]
- 1751, Salzburg, Arxiducat d'Àustria: Maria Anna Mozart, música austríaca, germana de Wolfgang Amadeus Mozart.[9]
- 1818, Thornton, Anglaterra: Emily Brontë, escriptora anglesa.[10]
- 1874, Y Waun, Gal·les: Billy Meredith, futbolista gal·lès.
- 1886, Madràs: Muthulakshmi Reddy, metgessa i reformadora social índia (m. 1968).[11]
- 1898, 
  - Castleford, Yorkshire (Anglaterra): Henry Moore, artista i escultor britànic (m. 1986).[12]
  - Viena: Friedl Dicker-Brandeis, artista i educadora austríaca jueva (m. 1944).[13]
- 1914, Villars-sur-Ollon (Suïssa): Béatrix Beck, escriptora belga en llengua francesa. Premi Goncourt de l'any 1952 (m. 2008).[14]
- 1920, Ypsilanti, Míchiganː Marie Tharp, geòloga, oceanògrafa i cartògrafa estatunidenca.[15]
- 1925, Valmondois (França): Antoine Duhamel, compositor, director d'orquestra i professor de música francès (m. 2014).[16]
- 1941, Ottawa, Ontario, Canadà: Paul Albert Anka és un cantant i actor canadenc d'origen libanès.
- 1945, Boulogne-Billancourt, França: Patrick Modiano, novel·lista francès, Premi Nobel de Literatura del 2014.[17]
- 1947, París, França: Françoise Barré-Sinoussi, viròloga francesa, Premi Nobel de Medicina o Fisiologia de l'any 2008.[18]
- 1948, Casablanca, Marroc: Jean Reno, actor hispano-francès.
- 1955, Zumaya, Guipúscoa: Elena Irureta, actriu basca de teatre, cinema i televisió.[19]
- 1956, Lone Tree, Oklahoma: Anita Hill, professora universitària, advocada i activista estatunidenca.[20]
- 1958, Welling: Kate Bush, cantant i compositora britànica.[21]
- 1960, Berna, Suïssa: Marcus Pfister il·lustrador de llibres infantils suís.
- 1961, Augusta, Estats Units: Laurence Fishburne, actor estatunidenc.
- 1974, Lincoln, Estats Units: Hilary Swank, actriu estatunidenca.[22]
- 1985, Londres, Anglaterra: Aml Ameen, actor anglès.

## Necrològiques
Països Catalans
- 1898, Barcelona: Teresa Toda i Juncosa, fundadora de les Germanes Carmelites Tereses de Sant Josep (n. 1826).[23]
- 1930, Barcelona: Hans-Max Gamper Haessig, esportista suís conegut com a Joan Gamper, fundador del Futbol Club Barcelona.
- 1991, Barcelona: Fabià Puigserver, escenògraf, figurinista, actor, director teatral, promotor de les arts escèniques (n. 1938).[24]
- 2001, Calonge, Baix Empordà: Lluís Vilar i Subirana, historiador i activista cultural català.
- 2013, Sant Joan de Mediona, Alt Penedès: Antoni Ramallets, porter del Futbol Club Barcelona i entrenador català.
- 2021, Tarragona: Josep Sendra i Navarro, polític català. Va formar part de la Comissió dels Vint que va redactar l'avantprojecte d'Estatut d'Autonomia de Catalunya de 1979 (n. 1932).[25]

Resta del món
- 1488, Florència, República de Florència: Clarice Orsini, noble italiana de la Casa de Mèdici.[26]
- 1898, Friedrichsruh, Imperi alemany: Otto von Bismarck (Canceller de Ferro), polític prussià, canceller de l'Imperi alemany.
- 1936, Madrid, Espanya: Joaquín Abati y Díaz, llibretista de sarsueles espanyol.
- 1950, Porto: Guilhermina Suggia, violoncel·lista portuguesa (m. 1885).[27]
- 1996, Cobblers Cove, Barbados: Claudette Colbert, actriu teatral i cinematogràfica nord-americana (n. 1903).[28]
- 2003, Buenos Aires: Alicia Lourteig, botànica argentina (m. 2003).[29]
- 2004, Nova York: Ellen Auerbach, fotògrafa estatunidenca d'origen alemany (n. 1906).[30]
- 2007:
  - illa de Fårö, Suècia: Ingmar Bergman, cineasta suec.
  - Roma, Itàlia: Michelangelo Antonioni, cineasta, escriptor i pintor italià.
- 2012, Dublín: Maeve Binchy, escriptora i periodista irlandesa (n. 1940).[31]
- 2015, Kolín: Ludmila Dvořáková, soprano txeca (n. 1923).[32]
- 2017, 
  - Kíev, Ucraïna: Svetlana Fedosséieva, arqueòloga russa.
  - Madrid: Malén Aznárez Torralvo, periodista espanyola (n. 1943).[33]
- 2024, Haret Hreik, Líban: Fuad Shukr, comandant militar d'Hezbol·là (n. 1962).[34]

## Festes i commemoracions
- Seté dia de les festes de Moros i Cristians de la Vila Joiosa (Marina Baixa)

Santoral
Església Catòlica
- Sants i beats al Martirologi romà (2011):
  - Abdó i Senén, màrtirs (304);
  - Màxima, Donatil·la i Secunda, màrtirs (304);
  - Julita de Cesarea, màrtir (ca. 303);
  - Pere Crisòleg, arquebisbe de Ravenna (450);
  - Ursus d'Auxerre, bisbe (s. VI);
  - Godeleva de Gistel, màrtir (1070);
  - Josep Yuan Gengyin, màrtir (1900);
  - Leopold Mandic, caputxí (1942);
  - María Venegas de la Torre, fundadora de les Filles del Sagrat Cor de Jesús de Guadalajara (1959).
  - Beats:

Manés de Guzmán, dominic (ca. 1235); Edward Powell, Richard Featherstone i Thomas Abel, preveres màrtirs (1540);
- - Braulio María Corres Díaz de Cerio i companys Germans de Sant Joan de Déu: Miguel Carrasquer Fos, Antoni Forcades Ferraté, Sadurní Roca i Huguet, Arsenio Mañoso González, Vicente de Paúl Cañelles Vives, Tomás Urdánoz Aldaz, Rafael Flamarique Salinas, Antoni Llauradó i Parisi, Manuel López Orbara, Ignacio Tejero Molina, Enrique Beitrán Llorca, Domingo Pitarch Gurrea, Antonio Sanchis Silvestre, Manuel Jiménez Salado, màrtirs (1936);
  - José María Muro Sanmiguel, Joaquín Prats Baltuena, Zósimo Izquierdo Gil, màrtirs (1936);
  - Sergio Cid Pazo, màrtir (1936).
  - María Vicenta Chávez Orozco, fundadora de les Serventes de la Santíssima Trinitat i dels Pobres (1949);
- Sants i beats no inclosos al Martirologi:
  - Tatwin de Canterbury, arquebisbe (734);
  - Olaf Skötkonung, rei de Suècia (1022);
  - Terenci d'Imola, diaca (s. XII).
- Beats:
  - Bató de Freising, abat (s. XI);
  - Arnau Amalric, abat i bisbe, en alguns santorals antics (1225).
- Venerable Ingeborg de França, reina (1237).
- Serventa de Déu Teresa Toda i Juncosa, fundadora de les Carmelites Tereses de Sant Josep.

Església Copta
- 23 d'abib:
  - Sant Longí, soldat i màrtir;
  - Margarida d'Antioquia, màrtir.

Església Ortodoxa (segons el calendari gregorià)
Corresponen als sants del 17 de juliol del calendari julià.
- Sants: Esperat i Verònica de Sicília, màrtirs (180); Margarida d'Antioquia, màrtir; Eufrasi d'Iconòpolis; Ciril i Metodi, apòstols dels eslaus; Climent d'Ocrida, bisbe; Naüm d'Ocrida, missioner; Sabas, Angela i Gorazd; Llàtzer de Galesion, monjo (1054); Timoteu de Swjatogorsk, foll per Crist (1583); Irenarc de Solovki (1628); Leonid d'Ustnedumsk, abat (1654); Ismail i Mikhail de Rozhdestvenskij, preveres màrtirs

(segons el calendari julià Se celebren els corresponents al 12 d'agost del calendari gregorià)
Església Apostòlica Armènia
- Eleazar, Summe Sacerdot d'Israel, fill d'Aaron; i Gedeó.

Església siríaca
- Bar Hebraeus.

Esglésies luteranes
- August Friedrich Christian Vilmar, teòleg (1868); Robert Barnes, màrtir; William Penn, quàquer, fundador de Pennsilvània.

Esglésies anglicanes
- William Wilberforce, reformador social (1833).